# GUNDAM FIX FIGURATION
GUNDAM FIX FIGURATION（ガンダム・フィックス・フィギュレーション）は、ガンダムシリーズに登場するガンダムタイプのモビルスーツを主な題材とした、バンダイ（2018年4月以降は、BANDAI SPIRITSへと移管）の販売によるフィギュアシリーズである。派生シリーズにGUNDAM FIX FIGURATION METAL COMPOSITE（ガンダム・フィックス・フィギュレーション・メタル・コンポジット）及びGUNDAM FIX FIGURATION NEXT GENERATION（ガンダム・フィックス・フィギュレーション・ネクスト・ジェネレーション）がある。

## 概要

### GUNDAM FIX FIGURATION
略称表記はG.F.F.またはGFF。2001年1月に第一弾が発売されたモビルスーツの完成品フィギュアシリーズ。全商品はカトキハジメがプロデュースとデザインのリファインを行なっている。ガンプラでのカトキの監修が（Ver.Kaシリーズを除き）劇中のイメージに忠実なリファインを基調としているのに対し、本シリーズではバランスやディテール等随所にカトキ的な解釈を隠すことなく織り込んでいる点が特色である。また、原型製作・マーキングデザイン・色指定・完成見本などの担当が分業化されている点、それらのスタッフ名が公開されているという点も特徴。
「ガンダムタイプ」のモビルスーツのみに絞って（一部例外あり）立体化するシリーズであり、それ以外を題材とするスピンオフシリーズとしてジオン公国軍モビルスーツを題材にした『ZEONOGRAPHY』、コズミック・イラに登場するガンダムタイプを題材にした『COSMIC REGION』、『ケロロ軍曹』の外伝シリーズ「KRRWAR」を題材にした『KERORO FIX』、西暦に登場するガンダムタイプを題材にした『00 REGION』、ガンダムシリーズ以外のロボットアニメを扱う『COMPOSITE Ver.Ka』がある。これと別にCOSMIC REGIONのシリーズ展開が事実上終了して久しい2009年には、G.F.F.においても#0042（エールストライクガンダム）等、コズミック・イラに登場するガンダムが扱われている。
主な素材はPVC樹脂。強度の必要なパーツにABS樹脂が使われる場合もある。各部のマーキングはタンポ印刷で、紺野祐二がデザインを担当している。パッケージはブリスターパック形式で、デザインは海野大輔、パッケージ写真は高瀬ゆうじが担当。他のモビルスーツ玩具より価格帯が高く、高年齢層を対象としたハイクオリティ・シリーズとして位置づけられている。また、他のフィギュアやガンプラで立体化されていないマイナーな機体を商品化することが多く、その意味でもマニア向けの傾向が強いシリーズとなっている。
商品の内容はパーツの差し替えによってバリエーション機や別機体に組み換えられるコンバーチブルモデルが初期の製品を除き大半を占めている、中には変形機構を有した物や2体がセットになっている物もあり高いプレイバリューが特色となっている。
元来はシリーズ名が示す通り、カトキによるCGイラスト画集『GUNDAM FIX』を立体化するというコンセプトで開始されたシリーズであるが、後に画集とは異なるバージョンでの立体化（ウイングガンダムではあるがアーリータイプ版の#0006等）や、パーツ差し替えにより画集に登場しない仕様が選択できるアイテム（νガンダムHWS装備型に換装できる#0009 、ガンダムMk-IIからバーザム改に換装できる#0012等）も登場する。#0015（ヘビーガンダム/プロトタイプガンダム）に至って画集に一切登場しないモビルスーツが発売され、#0028（ガンキャノン）ではガンダムタイプではなく“ガンダムと関連の深いモビルスーツ”が立体化されるなど、企画当初からの方向性の変化がみられる。
スケーリングは主にガンプラ同様の約1/144程度だが、厳密には記述のないノンスケールであり、これは例えば設定上明白にサイズ差のある#0016（クロスボーンガンダム）と#0018（アレックス）の両モデルの頭頂高がほぼ同じ、あるいはバリエーション機であるはずの#0015（プロトタイプガンダム）と#0018（アレックス）のサイズが異なるという点などに顕著である。
#0036より一部アイテムでは各アイテム共通の「フレームモデル」機構を採用している。これは骨格状のフレームとそれらを繋ぐ関節部を中核にもち、その上にモビルスーツの外装を取り付けるという構造で、可動域の確保・各モデル間のプロポーションの共通化・原形製作の負荷軽減を図ったものである。
生産に精密さが要求されるロボットフィギュアだけに、海外の工場での手作業による大量生産過程で発生する塗装や組み立ての個体差が古くから問題視されていた。雑誌インタビューによればメーカー側もこの問題は認識しており、生産のクオリティアップが重要な課題とされている。
カトキ作品全般のファンである福井晴敏や吉崎観音をはじめ、小田井涼平など著名人にもコレクターが多い。福井は自著『機動戦士ガンダムUC』に登場するユニコーンガンダムのGFFMC（後述）化に際して、初回限定版パッケージ帯に「これが欲しくて『ガンダムUC』を作った、と言っても過言ではないわけで。」との言葉を贈っている。

### GUNDAM FIX FIGURATION METAL COMPOSITE
略称表記はG.F.F.M.C.またはGFFMC。2007年2月以降より展開され、現在まで続く派生シリーズ。同じくガンダムタイプのモビルスーツを題材にしているが、主要な素材にABS樹脂と金属パーツを使用している点が特徴。このためパッケージには超合金ブランドのロゴ表記も併記されている。
通し番号にはGFFの#0000番台から独立した#1000番台が与えられており、本シリーズの第一弾である#1001は発売順では#0033と#0034の間にあたる。
GFFが1/144相当ノンスケールサイズであったのに対し、初期アイテムでは厳密なスケール設定が行なわれており、実サイズも1/100相当かそれ以上に大型化している（#1003以降スケーリング表記は行なわれなくなった。これらについて、本記事では1/100級サイズであれば特に注記しない）。この大サイズ化と硬質素材の採用のために、GFFで問題となっていたクオリティの個体差が非常に少ない。その一方、価格帯もより高価格であり、GFFに対する更なる高級ブランドという位置付けとなっている。
他にGFFシリーズと異なる点として、カトキハジメ以外のスタッフ名が公開されていない事、GFFで主流のコンバーチブルモデル仕様が少ない事、商品名に日本語表記が無い事、パッケージが中身の見えないブラインドボックス仕様である事などが挙げられる。

### GUNDAM FIX FIGURATION NEXT GENERATION
略称表記はG.F.F.N.またはGFFN。2009年3月以降より展開されている派生シリーズ。GFFMCのノウハウをGFFの小型サイズに転用したシリーズで、GFFMC同様にABS樹脂と金属パーツという硬質素材が多用される。
通し番号上はGFFの番号を継承しているが、価格帯は通常のGFFより高価であり、GFFシリーズ中の後継的な特殊ブランドといった位置付けである。パッケージデザインは初期二作#0041・#0042のみ新フォーマットとなっており、従来のGFFに近いイメージのブリスターパックではあるが「ぶら下げ」が廃されている。また、表面カバーは透明プラスチックの二枚重ねで、イラストレーションが大きく描かれた一枚目を捲り上げると従来式のウィンドウサックとなる。
GFFMC同様、カトキハジメ以外のスタッフ名は非公開であり、また#0041・#0042のみ商品名に日本語表記が無い。

## 商品一覧

### GUNDAM FIX FIGURATIONの商品一覧
| 発売日     | 商品No.       | 商品名                                                                                                   | 商品名                                                            | 詳細 | 原型製作者                                                     |
| 発売日     | 商品No.       | 英語表記                                                                                                 | 日本語表記                                                        | 詳細 | 原型製作者                                                     |
| ---------- | ------------- | --- | ----------------------------------------------------------------- | --- | -------------------------------------------------------------- |
| 2001年1月  | #0001         | FA-78-1 FULL-ARMOR GUNDAM                                                                                | フルアーマーガンダム                                              | パーツの着脱によりフルアーマーガンダムからノーマルガンダムに換装できる。 ただしノーマルガンダムはフルアーマーガンダムのカラーリングを基にした独自のカラーリング。 | 小松原博之                                                     |
| 2001年3月  | #0002         | PF-78-1 PERFECT GUNDAM                                                                                   | パーフェクトガンダム                                              | パーツの着脱によりパーフェクトガンダムからノーマルガンダムに換装できる。 初期ロットにおいてはマーキングの機体名のスペルが一部「PERFCET GUNDAM」と誤記。 | 小松原博之                                                     |
| 2001年5月  | #0003         | RX-78GP01 ZEPHYRANTHES                                                                                   | GP01 ゼフィランサス                                               | シリーズでは珍しく着脱・換装・変形といったギミックが存在しない。 CDシネマ版に登場したロングバレル・ビームライフルが新規デザインされ同梱された。 | 高橋信仁                                                       |
| 2001年9月  | #0004         | G-ARMOR [RX-78 and G-FIGHTER]                                                                            | Gアーマー RX-78ガンダム+Gファイター］                             | Gファイターとガンダムのセット。 分離・合体によりGアーマー、Gブル・Gブルイージー、Gスカイ・Gスカイイージー、ガンダムMAモードに変形可能。 ガンダムは#0001・0002の素体をベースに一部改修、特にこれまでアーマーに隠れていた部分にもマーキングが施されている。 Gアーマー形態で左右に1枚ずつ装備しているシールドをガンダム分離時に2枚重ねで装着する機構も再現。 | 小松原博之（ガンダム部） 佐藤直樹（Gファイター部）             |
| 2002年8月  | #0004         | G-ARMOR TRANSLUCENT MODEL                                                                                |                                                                   | 画集ボックスセット『GUNDAM FIX BOX』（エムディエヌコーポレーション / インプレスコミュニケーションズ）に封入された限定生産モデル。 #0004のパーツを全て無色の透明パーツにし、白色で統一されたマーキングを印刷したクリアモデルである。 ボックスセットのサイズに合わせてパッケージは「ぶら下げ」部分のない特別仕様のデザインとなっている。 |                                                                |
| 2001年11月 | #0005         | FA-010A FAZZ                                                                                             | ファッツ                                                          | パーツの脱着が可能だが、カラーリングや頭部の造形はFAZZに準拠しており、ΖΖガンダムとはならない。 FAZZから増加装甲パーツを取り外した状態のデザインはこれが初出。 設定に合わせ、マーキングが「04」「05」「06」と異なる3種類のアイテムが同時販売。 | 高梨令                                                         |
| 2002年2月  | #0006         | XXXG-01WE WING GUNDAM                                                                                    | ウイングガンダム（アーリータイプ）                                | TV版ではなく、OVA版を基準にしたデザインを立体化したアイテムで、バード形態に変形が可能。 | 吉山治樹                                                       |
| 2002年3月  | #0007         | G-3 G-ARMOR [RX-78-3 and G-FIGHTER]                                                                      | G-3-Gアーマー ［G-3ガンダム+Gファイター］                         | #0004のリペイントアイテムで、初回限定生産とされている。 マスターグレード版以降一般化した灰色と薄紫ではなく、MSV版寄りのほぼモノトーンのカラーリングになっている。 | 小松原博之（ガンダム部） 佐藤直樹（Gファイター部）             |
| 2002年5月  | #0008         | RX-78GP02A PHYSALIS                                                                                      | GP02A サイサリス                                                  | #0003同様に着脱・換装・変形といったギミックは存在しない。 ビームバ・ズーカが新規デザインされ、武装として同梱。 | 小松原博之                                                     |
| 2002年7月  | #0009         | FA-93HWS νGUNDAM＋HWS                                                                                    | νガンダム+HWS（ヘビーウェポンシステム）                           | パーツの着脱によりνガンダム（ヘビーウェポン装備型）からνガンダムに換装できる。 | 佐藤直樹                                                       |
| 2002年9月  | #0010         | RX-78GP04G GERBELA                                                                                       | GP04G ガーベラ （AMX-04A1 ガーベラ・テトラ改）                    | 外装の組み換えによりガンダム試作4号機（ガーベラ）からガーベラ・テトラ改に換装できるコンバーチブルモデル。 | 鵜殿一佳                                                       |
| 2002年11月 | #0011         | MSA-0011[Ext] Ex-S GUNDAM                                                                                | Ex-Sガンダム                                                      | パーツの着脱によりSガンダムとEx-Sガンダムに換装できるコンバーチブルモデル。 特にEx-Sガンダム形態では自立が困難なためか、シリーズでは初めてスタンドが付属している。 カラーリングやディテールは「ガンダム・センチネル」ムック版掲載の画稿と作例で知られる“青いスプリッター迷彩”、いわゆる「リファインEx-S」を基にしているが、デザインのバランス自体はリファインEx-Sよりも人型に近い標準的な体形になっている。 #0013のパーツを利用してBst形態への換装も可能。 | 高橋信仁                                                       |
| 2003年1月  | #0012         | RX-178 GUNDAM Mk-II [TITANS Version]                                                                     | ガンダムMk-II［ティターンズ］ （RMS-154 バーザム改）              | 外装の組み換えによりガンダムMk-IIからその量産機と設定されるバーザム改に換装できるコンバーチブルモデル。 両機ともにティターンズカラーの濃紺でカラーリングされている。 ガンダムMk-IIの劇中設定に合わせ、マーキングが「01」「02」「03」と異なる3種類のアイテムが同時販売。 | 高梨令                                                         |
| 2003年3月  | #0013         | MSA-0011-3[Bst] PLAN303E "DEEP STRIKER"                                                                  | PLAN303E ディープストライカー                                     | パーツの着脱によりSガンダム「ディープストライカー」からSガンダム、Ex-Sガンダム、加えてBst形態に換装できるコンバーチブルモデル。 SガンダムおよびEx-Sガンダム形態は基本的に#0011のリペイント（“赤いスプリッター迷彩”）だが、頭部がディープストライカー準拠のインコムの無いデザインになっている。 その巨大かつ複雑なデザイン故に商品化は困難といわれていたMSであり、当アイテムが初めての商品化となった。 ディープストライカー形態の巨大さと換装パーツの多さが相まってシリーズ中最大のアイテムであり、パッケージもシリーズ共通の薄型・直方体ではなく、奥行きが幅ほども肥大化した立方体状の巨大なサイズとなっている。 | 高橋信仁                                                       |
| 2003年5月  | #0014         | MSA-0011[Ext] Ex-S GUNDAM [TASK FORCE α]                                                                 | Ex-Sガンダム（タスクフォース・アルファ）                          | #0011のリペイントアイテム。配色はα任務部隊（タスクフォース・アルファ）の公式設定に従ったトリコロールとなっている。 また、本シリーズ向けのマーキングをあしらったドライデカールが付属。 | 高橋信仁                                                       |
| 2003年6月  | #0015         | FA-78-2 HEAVY GUNDAM [RX-78-1 PROTOTYPE GUNDAM]                                                          | ヘビーガンダム （RX-78-1 プロトタイプガンダム）                   | パーツの着脱によりヘビーガンダムからプロトタイプガンダムに換装できるコンバーチブルモデル。 プロトタイプガンダムは従来のガンダム（#0001、#0002、#0004、#0007）をベースに別の原型師が各部に改修を加えたもの。 ビームジャベリンやガンダムハンマーなど武装が多数付属するのも特徴。 | 小松原博之（素体） 吉山治樹（素体改修） 石澤タカユキ（武装）。 |
| 2003年8月  | #0016a        | XM-X1 CROSSBONE GUNDAM [X-1]                                                                             | クロスボーンガンダムX-1                                           | クロスボーンガンダムX-1およびクロスボーンガンダムX-2のバリエーションアイテム。ほぼ同型機だがカラーリングが根本的に異なるため、ナンバリングにa/bの違いを与えて2色同時発売という販売形態がとられた。以後のシリーズでもしばしばこの方式が採られている。 コア・ファイターの脱着ギミックも持つが、本体との接合に不具合があるものが多数見られ、ネット上で話題になった。 | 吉山治樹（素体） 鵜殿一佳（武装） みすまる☆ましい（マント）    |
| 2003年8月  | #0016b        | XM-X2 CROSSBONE GUNDAM [X-2]                                                                             | クロスボーンガンダムX-2                                           | クロスボーンガンダムX-1およびクロスボーンガンダムX-2のバリエーションアイテム。ほぼ同型機だがカラーリングが根本的に異なるため、ナンバリングにa/bの違いを与えて2色同時発売という販売形態がとられた。以後のシリーズでもしばしばこの方式が採られている。 コア・ファイターの脱着ギミックも持つが、本体との接合に不具合があるものが多数見られ、ネット上で話題になった。 | 吉山治樹（素体） 鵜殿一佳（武装） みすまる☆ましい（マント）    |
| 2003年9月  | #0017a        | MSZ-006A1/C1[Bst] Zplus                                                                                  | ゼータプラス［ブルー］                                            | パーツの着脱によりΖプラスA1、ΖプラスC1、ΖプラスC1[Bst]（一般に「ハミングバード」として知られるバリエーションだが、このC1[Bst]はMS形態に変形するため正確にはハミングバードではない）の3機間で換装できるコンバーチブルモデル。 それぞれウェイブライダー形態に変形可能。青いスプリッター迷彩のカラーリング (#0017a) と赤いスプリッター迷彩のカラーリング (#0017b) のバリエーションアイテムでもある。 | 佐藤直樹（素体） 石澤タカユキ（C1[Bst]専用パーツ）             |
| 2003年9月  | #0017b        | MSZ-006A1/C1[Bst] Zplus                                                                                  | ゼータプラス［レッド］                                            | パーツの着脱によりΖプラスA1、ΖプラスC1、ΖプラスC1[Bst]（一般に「ハミングバード」として知られるバリエーションだが、このC1[Bst]はMS形態に変形するため正確にはハミングバードではない）の3機間で換装できるコンバーチブルモデル。 それぞれウェイブライダー形態に変形可能。青いスプリッター迷彩のカラーリング (#0017a) と赤いスプリッター迷彩のカラーリング (#0017b) のバリエーションアイテムでもある。 | 佐藤直樹（素体） 石澤タカユキ（C1[Bst]専用パーツ）             |
| 2004年1月  | #0018         | RX-78NT-1 ALEX [RX-78-4 GUNDAM G04]                                                                      | NT-1 アレックス［ガンダム4号機］                                  | 外装の組み換えによりNT-1アレックスからガンダム4号機に換装できるコンバーチブルモデル。 ガンダム4号機のデザインは『機動戦士ガンダム外伝 宇宙、閃光の果てに…』向けの新設定を基にしており、装甲パーツ類を外して初期形態も再現できる。 設定上、ともにガンダムの4号機であるという矛盾が物議を醸すこともあるこの2機体だが、本アイテムでは同一フレームを持つバリエーション機同士という解釈となっている。 この製品以降のRX-78タイプは#0015までのRX-78タイプに対して若干頭身が大きくなっている。 | 石澤タカユキ                                                   |
| 2004年2月  | #0019         | FXA-05D+RX-178 SUPER GUNDAM [FA-178 FULL-ARMOR GUNDAM Mk-II]                                             | スーパーガンダム&フルアーマーガンダムMk-II                        | パーツの着脱によりスーパーガンダムからフルアーマーガンダムMk-IIおよびガンダムMk-IIに換装できるコンバーチブルモデル。 スーパーガンダムはGフライヤー形態に変形する。ガンダムMk-II素体はエゥーゴでの白いカラーリングになっており#0012のリペイントでもあるが、頭部や腕部の形状に微妙な差異も見られる。説明書には書かれてはいないが、別売りの#0012を本商品のGディフェンサーを組み合わせる事で、スーパーガンダム（ティターンズ仕様）に再現する事が可能。 | 高梨令                                                         |
| 2004年5月  | #0020         | RX-78-6 MUDROCK [RX-78-5 GUNDAM G05]                                                                     | マドロック ［ガンダム5号機］                                      | 外装の組み換えによりガンダム5号機からガンダム6号機（マドロック）に換装できるコンバーチブルモデル。 デザインはそれぞれ『機動戦士ガンダム外伝 宇宙、閃光の果てに…』と『ジオニックフロント 機動戦士ガンダム0079』向けの新設定を基にしており、装甲パーツ類を外して初期形態も再現できる。 本アイテムのパーツを外した素体自体は#0018と共通するもので、ガンダム5号機も武装を除けばガンダム4号機 (#0018) とほぼ同デザインでこれに関してはリペイントに近い。 なお、商品パッケージにはマドロックのスペルが「MADROCK」と記載されているが、付属飾り台や過去の設定では「MUDROCK」とあることから、誤植の類であると考えられる。 | 石澤タカユキ                                                   |
| 2004年8月  | #0021a        | GUNDAM F90 [GUNDAM F91 (Capt. HARRISON)]                                                                 | ガンダムF90 ［ガンダムF91 ハリソン大尉専用機］                    | 外装の組み換えによりガンダムF90からハリソン大尉専用ガンダムF91に換装できるコンバーチブルモデル。 ハリソン大尉専用ガンダムF91のカラーリングは『機動戦士クロスボーン・ガンダム外伝 猿の衛星』登場時のものとなっている。 F90用武装としてロングレンジライフルが付属するが、L型装備の全パーツは付いておらず、ミッションパック換装はできない。なお、説明書には書いていないが、ロングレンジライフルは別売りの0016bに組み合わせる事が可能（原作や『第2次スーパーロボット大戦α』におけるバスターランチャーの再現）。 #0021bと同時発売のバリエーションアイテムで、ガンダムF91は#0021bとカラーリング違いの同モデルである。 | 赤羽一宏                                                       |
| 2004年8月  | #0021b        | GUNDAM F91 [GUNDAM F90II]                                                                                | ガンダムF91 ［ガンダムF90・2号機］                                | 外装の組み換えによりガンダムF91からガンダムF90IIに換装できるコンバーチブルモデル。 F90II用武装としてロングレンジライフルが付属するが、L型装備の全パーツは付いておらず、ミッションパック換装はできない。こちらもロングレンジライフルを別売りの0016bに持たせる事が可能。 #0021aと同時発売のバリエーションアイテムで、ガンダムF91は#0021aとカラーリング違いの同モデルである。 | 赤羽一宏                                                       |
| 2004年10月 | #0022         | MSZ-010 ZZ GUNDAM                                                                                        | ΖΖガンダム ［フルアーマーΖΖガンダム］                             | パーツの着脱によりΖΖガンダムからフルアーマーΖΖガンダムおよび強化型ΖΖガンダムに換装できるコンバーチブルモデル。 #0005をリペイントと共に改修・一部新造したアイテムである。 | 高梨令                                                         |
| 2004年12月 | #0023         | MSN-00100 HYAKU-SHIKI [FA-00100S FULL-ARMOR HYAKU-SHIKI KAI]                                             | 百式 ［百式改─量産型&フルアーマー］                               | パーツの着脱により百式から百式改、フルアーマー百式改、量産型百式改に換装できるコンバーチブルモデル。 百式はガンダムの名を冠してはいないがδガンダムとして開発されたガンダムの一種であるため、このシリーズに加えられた。 | 佐藤直樹                                                       |
| 2005年1月  | #0024         | MSZ-006 Z GUNDAM                                                                                         | Ζガンダム                                                         | ウェイブライダー形態に変形する。ハイパー・メガ・ランチャー付き。 | 高梨令                                                         |
| 2005年5月  | #0025         | RX-105 Ξ GUNDAM [RX-104FF PENEROPE]                                                                      | Ξ（クスィー）ガンダム                                             | 外装の組み換えによりΞガンダムからオデュッセウスガンダムおよびペーネロペーに換装できるコンバーチブルモデル。 オデュッセウスガンダムから分離したペーネロペーユニットはフライトフォームに合体変形が可能。なお、本アイテムではペーネロペー形態を「ペーネロペーガンダム」と呼称している。 これまで立体化に恵まれずガレージキットでの商品化こそあるものの、当商品が初めて一般発売での立体化となった。 | 鵜殿一佳                                                       |
| 2005年8月  | #0026         | RX-78-2 GUNDAM [RGM-79 GM] "Ver.Ka"                                                                      | RX-78 ガンダム ［RGM-79 ジム］"Ver.Ka"                            | 外装の組み換えによりガンダムからジムに換装できるコンバーチブルモデル。 ともに『センチネル0079』に登場したいわゆる「ガンダム Ver.Ka」とジム後期生産型がデザインの原型となっている。そのため本シリーズの過去のガンダムとはデザインが大きく異なり、流用の無い新造モデルとなっている。 | 石澤タカユキ                                                   |
| 2005年9月  |               | Z GUNDAM THE MOVIE EX                                                                                    | Ζガンダム・ガンダムMk-II・百式［マグネットコーティング仕様］      | 映画『機動戦士ΖガンダムII-恋人たち-』公開記念として「マグネットコーティング仕様」と題され発売されたリペイントセット。 こうした経緯のため従来のシリーズ商品と異なり、ナンバーが与えられていない。#0019・#0023・#0024からのリペイント（どれもコンバーチブルパーツは付属しない）で、光沢のあるパール塗装が施されている。特にガンダムMk-IIは全体の色味が明るくなり、より劇中のイメージに近い白色に塗装されているのが特徴。 |                                                                |
| 2005年12月 | #0027         | RX-79BD GUNDAM BLUE DESTINY UNIT                                                                         | ガンダムブルーディスティニー                                      | パーツの着脱によりブルーディスティニーの1号機から2号機に換装できるコンバーチブルモデル。 ブルーディスティニー2号機用の初期の青い肩とニムバス・シュターゼンのパーソナルカラーに再塗装された赤い肩の両パーツが付属している。 一般に「ジム・ブルーディスティニー」あるいは単に「ブルーディスティニー」として知られる機体だが、本アイテムでは「ガンダムブルーディスティニー」と記載されている。 | 石澤タカユキ                                                   |
| 2006年1月  | #0028         | RX-77-2 GUNCANNON [RX-77D GUNCANNON MASS PRODUCTION TYPE]                                                | ガンキャノン ［ガンキャノン量産型］                               | 外装の組み換えによりガンキャノンからガンキャノン量産型に換装できるコンバーチブルモデル。 シリーズ初の「ガンダム」以外のモビルスーツである。 | 宮下憲一                                                       |
| 2006年4月  | #0029         | GOD GUNDAM & NOBELL GUNDAM                                                                               | ゴッドガンダム&ノーベルガンダム                                   | ゴッドガンダムとノーベルガンダムのセット。ナンバリングされたアイテムとしては初のセット商品である。 | みすまる☆ましい。                                              |
| 2006年6月  | #0030         | MSZ-008 ΖII                                                                                              | ΖII ゼッツー                                                      | ΖII（ゼッツー）を立体化したアイテム。ウェイブライダー形態に変形する。初期生産分には脚部に不具合が見られるものがあるため注意が必要。 | 高梨令                                                         |
| 2006年8月  | #0031         | XM-X3 CROSS BONE GUNDAM [X-3] [XM-X1 Full Cloth【F97】]                                                  | クロスボーンガンダムX-3 ［クロスボーンガンダムX-1改・改］         | 外装の組み換えによりクロスボーンガンダムX-3からクロスボーンガンダムX-1改・改に換装できるコンバーチブルモデル。 クロスボーン・ガンダムX1フルクロスが原作の登場を待たず付属している。 なお、説明書には書いていないが、別売りの0016aを組み合わせる事で、X1改に再現する事が可能。また、X1パッチワークに再現する事も可能。 | 鵜殿一佳 吉山治樹                                              |
| 2006年9月  | #0032         | RGM-79SC GM SNIPER CUSTOM [RX-78-2 GUNDAM]                                                               | ジム・スナイパーカスタム ［RX-78 ガンダム（リアルタイプカラー）］ | 外装の組み換えによりジム・スナイパーカスタムからガンダムに換装できるコンバーチブルモデル。 ガンダムは#0026のリペイントで、ガンプラの『リアルタイプガンダム』や映画『機動戦士ガンダムII 哀・戦士篇』ポスターで知られる黒とダークグリーンを基調としたカラーリングが採用されており、パッケージでは「ガンダム（リアルタイプカラー）」と表記されている。 ジム・スナイパーカスタムのリファインデザインは、カトキがアニメ映画『超劇場版ケロロ軍曹』用にデザインしたものを流用している。 | 石澤タカユキ                                                   |
| 2007年1月  | #0033         | GX-9900 GUNDAM X / GX-9900-DV GUNDAM X DIVIDER                                                           | ガンダムX ［ガンダムXディバイダー&GXビット］                      | ガンダムXからその装備バリエーションであるガンダムXディバイダーに加え、ビットモビルスーツであるGXビットに換装できるコンバーチブルモデル。 従来のシリーズ作品と異なり雑誌媒体で原形製作者が明らかにされていないが、パッケージには「Modeling by Moriwaki Shuji[MIC], Musashino Koubou」と記載されている。 |                                                                |
| 2007年4月  | #0034         | RX-78GP03S STAMEN & WEAPON SYSTEM                                                                        | GP03Sステイメン&ウェポンシステム                                  | ガンダム試作3号機のうちステイメンの立体化。 オーキスの簡易版と言うべき新設定のウェポンシステムが付属している。このため#0013ほどでは無いにしろかなりの大型パッケージとなっている。 | 高橋信仁                                                       |
| 2007年9月  | #0035         | SHIN MUSHA GUNDAM [MUSHA GUNDAM]                                                                         | 真武者頑駄無 ［武者頑駄無］                                       | ゲーム『ガンダム無双シリーズ』に登場したカトキハジメデザインの真・武者ガンダムと、『SDガンダム』シリーズでよく知られる武者ガンダムのコンバーチブルモデル。 武者ガンダムの初出は漫画『プラモ狂四郎』であるが、GFF版武者頑駄無のデザインは漫画版ではなく、ガンプラ「モビルスーツ戦国伝」シリーズにおける『武者頑駄無』のデザインを踏襲している。これはカトキの画集『GUNDAM FIX』で描かれた「MUSYA GUNDAM」でも同様であるが、画集版での各部のディテールがモビルスーツ戦国伝版同様ノーマルガンダムに近くデザインされているのに対し、GFF版でのディテールは多くがガンダムVer.Kaに準拠している。 いわゆるリアル体型での武者ガンダムの新製品は（ガレージキットを除いて）モビルスーツ戦国伝以来、17年振りの発売となる。 | 石澤タカユキ                                                   |
| 2007年11月 | #0036         | FA-78-1 FULL ARMOR GUNDAM FRAME MODEL                                                                    | フルアーマーガンダム [フレームモデル]                             | パーツの着脱によりフルアーマーガンダムからリアルタイプカラーのガンダム（Ver.Ka）に換装できるアイテム。 最初期のアイテムである#0001を新たにCAD設計によるフレームモデル機構の採用とともに約7年後の技術水準でリメイクしたもので、アーマー装備形態のデザインディテールは当時のものに準拠しているが、プロポーションバランスが大きく異なり、また可動範囲が広く取られている。 ノーマルガンダム形態もフレームモデル機構の採用にともない新造となり、GFFのガンダムとしては#0001・#0026に次ぐ3体目のモデルとなっている。 デザインは#0026をほぼ踏襲しているがガンダムのリアルタイプカラーリングは#0032と異なり、濃緑を基調とした別バージョンとなっている。 | Moriwaki Shuji(MIC) 高橋信仁                                   |
| 2007年11月 | #0037         | PF-78-1 PERFECT GUNDAM FRAME MODEL                                                                       | パーフェクトガンダム [フレームモデル]                             | パーツの着脱によりパーフェクトガンダムからガンダム（Ver.Ka）に換装できるアイテム。 #0002のリメイク版であり（同時発売の#0036も参照）、ノーマルガンダム形態はカラーリングを除き#0036と共通である。 リメイクに伴い#0002初回ロットでのスペルミスは修正されている。原型製作はMoriwaki Shuji(MIC)と高橋信仁。 |                                                                |
| 2007年12月 |               | GUNDAM EXPO 2007 HONG KONG Limited Edition RX-78-2 GUNDAM [RGM-79 GM] "Ver.Ka"                           | RX-78 ガンダム ［RGM-79 ジム］"Ver.Ka"                            | 香港で開催された「ガンダム・エキスポ2007（高達世紀展覧2007）」において販売された限定モデル。#0026のパーツを全て無色の透明パーツにし、白色で統一されたマーキングを印刷したクリアモデルである。 |                                                                |
| 2008年2月  | #0000 LIMITED | FA-78-1 FULL ARMOR GUNDAM [BLUE Version] FRAME MODEL                                                     | フルアーマーガンダム［ブルーVer.］[フレームモデル]                | #0036のリペイント版限定品で、青色を中心としたカラーリングとなっている。 青系の色設定の中でもバストライナー設定画稿やアーケードゲーム『機動戦士ガンダム スピリッツオブジオン』の解釈よりも、特に漫画『プラモ狂四郎』で主人公・四郎が用いたフルアーマーガンダム（劇中では「パーフェクトガンダム2号機」）の色設定に近いが、腹部や膝など細かい点では差異もある。 一部のマーキングは付属デカールによる、『プラモ狂四郎』版とモビルスーツバリエーション版との選択式となっている。この付属デカールには#0037やZEONOGRAPHY #3015（ジオング / パーフェクトジオング）を『プラモ狂四郎』仕様にするためのマーキングも付随している。 パーフェクトジオングは『プラモ狂四郎』では四郎のライバルであるサッキー竹田がパーフェクトガンダムと死闘を演じたモデルであり、このブルーVer.と#3015が同時発売となった背景には『プラモ狂四郎』の代表的モデル2体を再現する意味合いも含まれている。 限定品という性質からか商品パッケージ上では#0000という特殊なナンバーが振られているが、付属台座では#0***となっており混乱が見られる。 | 高橋信仁 Moriwaki Shuji(MIC)                                   |
| 2008年7月  |               | Comic-Con International :San Diego 2008 Limited Edition RX-78-2 GUNDAM "Ver.Ka" Comic-Con International: | San Diego 2008 限定 RX-78 ガンダム "Ver.Ka"                       | サンディエゴで開催された「コミコン・インターナショナル」（2008年）において販売された限定モデル（後に日本でも魂ウェブ商店において限定販売された） 。#0026のうちジム用換装パーツ等をオミットしたガンダム部のみのシンプルな構成で、パーツを全て無色の透明パーツにし、白色で統一されたマーキングを印刷したクリアモデルである。 パーツ構成が大きく異なる仕様上、パッケージはシリーズでは独特の縦長の構造となっている。 |                                                                |
| 2008年7月  | #0038         | MSF-007 GUNDAM Mk-III [FA-007GIII FULL ARMOR GUNDAM Mk-III]                                              | ガンダムMk-III ［フルアーマーガンダムMk-III］                     | パーツの着脱によりガンダムMk-IIIからフルアーマーガンダムMk-IIIに換装できるアイテム。 画稿によって基調色がライトブルーからパープルまで設定に揺れがあるMSだが、このモデルではグレーを基調色としている。プロトΖガンダム用ビームライフル等のデザインを流用した武装が付属する。 | 高梨令                                                         |
| 2008年9月  | #0039         | RX-78NT-1 ALEX FRAME MODEL                                                                               | RX-78NT-1 アレックス [フレームモデル]                             | RX-78NT-1 アレックスを立体化したアイテム。専用のチョバムアーマーが付属し、着脱が可能である。 素体はフレームモデル機構を採用しており、#0018とはプロポーションやディテールの異なる新規造形となっている。 | 石澤タカユキ                                                   |
| 2008年11月 | #0040         | KYOSHIRO MANIAX RED WARRIOR FRAME MODEL                                                                  | レッドウォーリア [フレームモデル]                                 | パーツの着脱によりレッドウォーリアからキャスバル専用ガンダムに換装できるアイテム。 「プラモ狂四郎マニアックス」ブランドの初号作品でもあり、商品名にはキャスバル専用ガンダムの名は記されていない。パッケージも機体色に合わせ、シリーズでは異例の赤を基調としたカラーリングとなっている。 キャスバル専用ガンダム自体は#0036以降のノーマルガンダムのリペイントだが、胸部ダクトの形状に修正が加わっている。 | 石澤タカユキ                                                   |
| 2009年7月  |               | 2009 Limited Version XXXG-01WE WING GUNDAM [EARLY TYPE] Crystral clear ver.                              | ウイングガンダム［アーリータイプ］クリスタルクリアバージョン      | サンディエゴで開催された「コミコン・インターナショナル」（2009年）および日本の「キャラホビ2009 C3×HOBBY」において販売された限定モデル。 同時期に魂ウェブ商店においても限定抽選販売された。2008年発売のコミコン限定版RX-78クリアモデルに対応するアイテムである。 #0006を元に、パーツを全て無色の透明パーツにし、白色で統一されたマーキングを印刷したクリアモデル。 |                                                                |
| 2009年11月 |               | 7-ELEVEN×GUNDAM FIX FIGURATION RX-78-2 GUNDAM [SEVEN ELEVEN ver.]                                        | RX-78-2 ガンダム［セブン-イレブン限定バージョン］                 | ロボットアニメ作品『機動戦士ガンダム』放映30周年を記念して、設立35周年となるコンビニエンスストア日本セブン-イレブンとコラボレートした限定販売商品。セブン-イレブン店舗とネットストアでのみ販売された。 上記#0026のカラーバリエーションモデルで、胴体部がセブン-イレブンのスタッフユニフォームをイメージした赤のスプリッター迷彩でカラーリングされているのが特徴である。 また、肩には従来の「WB」（ホワイトベース）表示と共にセブン-イレブンのロゴタイプがマーキングされ、シールドは白を基調として中心に大きくセブン-イレブンのCIが描かれている。 |                                                                |

### GUNDAM FIX FIGURATION METAL COMPOSITEの商品一覧
#1001 RX-78-2 GUNDAM Ver.Ka WITH G-FIGHTER
1/100サイズのガンダムVer.KaとGファイターのセット。分離・合体によりGアーマー、Gブル・Gブルイージー、Gスカイ・Gスカイイージー、ガンダムMAモードに変形可能。デザインはGFFの#0026（ガンダム Ver.Ka）と#0004（Gファイター）をほぼ踏襲している。2007年2月発売。
LIMITED RX-78-3 GUNDAM Ver.Ka WITH G-FIGHTER [G-3 version]
上記#1001のガンダムVer.KaとGファイターのカラーバリエーション。GFFの#0007（G-3-Gアーマー）のカラーリングをほぼ踏襲している。限定品であり、通し番号は与えられていない。2007年7月発売。
#1002 MRX-009 PSYCHO GUNDAM
1/144サイズのサイコガンダムのモデル。モビルスーツ形態・モビルアーマー形態に変形が可能。1/144とはいえ元来が巨大な機体であるため、頭頂高では従来のシリーズ作品と比較して群を抜く大ボリュームのアイテムとなっている。2007年8月発売。
C.A LIMITED RX-78/C.A GUNDAM Ver.Ka CASVAL'S CUSTOMIZED
Ver.Ka仕様のディテールを持つキャスバル専用ガンダムで、上記#1001のガンダムVer.Kaのカラーバリエーションである。ゲーム『機動戦士ガンダム ギレンの野望』が初出の機体であることから、シリーズ最新作『機動戦士ガンダム ギレンの野望 アクシズの脅威』発売を記念した限定品として発売された。通し番号はなく「C.A LIMITED」という特殊な分類が与えられている。2008年1月発売。
#1003 MRX-010 PSYCHO GUNDAM Mk-II
1/144級サイズ（パッケージ中にはスケーリングの記載なし）のサイコガンダムMk-IIのモデル。モビルスーツ形態・モビルアーマー形態に変形が可能。兄弟機である#1002（サイコガンダム）同様の大サイズモデルで、頭頂高ではこれを僅かに上回る。2008年8月発売。
#1004 RX-78-2 GUNDAM Ver.Ka
上記#1001のガンダムVer.Kaの単品商品。マーキングが#1001と異なり、カトキハジメがアトラクション「ガンダムクライシス」用に書き起こしたデザインがベースとなっている。ガンダムハンマーとビームジャベリンが追加武装として新規付属。2008年10月発売。
#1005 MSZ-006A1/C1[Bst] Zplus[RED]
Ζプラスを立体化したアイテムで、パーツの交換によりΖプラスA1、ΖプラスC1、ΖプラスC1[Bst]に換装できる。こうしたコンバーチブルモデル仕様はメタルコンポジットシリーズでは初の仕様である。モビルスーツ形態・ウェイブライダー形態に変形が可能。デザインはGFFの#0017b（赤色のスプリッター迷彩）をほぼ踏襲している。細部のマーキング用のドライデカールが付属。初回ロットに限り、スプリッター迷彩を意匠化した台座が購入特典として付属している。2009年3月発売。
#1*** LIMITED MSZ-006A1/C1[Bst] Zplus[BLUE]
上記#1005と同時発売されたカラーバリエーションで、初回限定生産商品。デザインはGFF#0017a（青色のスプリッター迷彩）をほぼ踏襲している。通し番号はパッケージ上では#0000、付属台座では#1***と記載されている。2009年3月発売。
#1*** MRX-009 PSYCHO GUNDAM [HONG KONG NIGHT Ver.]
イベント「魂ネイション2009」において販売された限定モデル（後に魂ウェブ商店において抽選販売された）。上記#1002のサイコガンダムのカラーバリエーションで、「GUNDAM FIX」における香港の夜景を舞台としたサイコガンダムの画（SCENE:7）をイメージし、ペイントにメッキ処理が施されている。2009年3月発売。
#1006 RX-0 UNICORN GUNDAM
ユニコーンガンダムを立体化したアイテムで、ユニコーンモードからデストロイモードへの「変身」も再現される。初回ロット限定特典として、クリアフォルダーと本アイテムの開発資料集が付属した。2010年3月発売。
#1*** LIMITED GN-000 0GUNDAM TYPE A.C.D
0ガンダム（実戦配備型）を立体化したアイテムで、魂ウェブ商店にて限定販売。配色はトリコロール仕様。背中のGNドライヴとGN粒子貯蔵タンクは選択可能。Zplus[BLUE]同様、通し番号はパッケージ上では#0000、付属台座では#1***と記載されている。また、ボーナスパーツとして、RX-78-2シリーズに付属するハイパーバズーカをラッチ可能なリアアーマーが付属する。2010年7月発送。
#1007 LIMITED GN-000 0GUNDAM
0ガンダムを立体化したアイテムで、上記と同じく魂ウェブ商店にて限定販売。カラーリングはグレーを基調としたロールアウトカラー仕様であり、背面のGNドライヴもロールアウト仕様の設定に従って新規造形された。上記と同じく、ハイパーバズーカをラッチできるリアアーマーが付属。2010年10月21日より発送。
LIMITED RX-78-2 GUNDAM Ver.Ka（ロールアウトカラー）
上記#1001のガンダムVer.Kaのカラーバリエーション。設定上、機体色がトリコロールに再塗装される以前の、白と銀を基調色としたいわゆるロールアウトカラーで塗装されている。銀色の部分は未塗装の金属地として解釈され、つや消しのメッキ処理が行なわれている。また白色にはパール塗装が使われ、全体にメタリックな質感のペイントとなっている。イベント「魂ネイション2010」において販売された限定モデルで、後11月に魂ウェブ商店において抽選販売された。2010年10月発売。
#1008 RX-0 UNICORN GUNDAM PRISM COAT Ver.
上記#1006のバリエーションで、塗装に特殊メッキ仕上げ（プリズムコート）が行なわれている以外は同一の仕様である。2010年11月発売。
#1009 RX-78-02 GUNDAM [THE ORIGIN]　機動戦士ガンダム THE ORIGIN
RX78-02を立体化したアイテム。パーツの交換により前期型、中期型、後期型に換装出来る。初回生産分のみ特典として小冊子『機動戦士ガンダム THE ORIGIN デザインズ イン ジ オリジン メカニカルアーカイブ RX78-02』が付属する。2011年8月発売。
#1010 MRX-010 PSYCHO GUNDAM Mk-II[NEO ZEON Ver.]
上記#1003のバリエーションで、カトキハジメ氏新規デザインのネオ・ジオンマーキングを施している以外は同一の仕様である。2013年10月発売。
#1011 RX-0 UNICORN GUNDAM 02 BANSHEE
バンシィを立体化したアイテムで、ユニコーンガンダム同様ユニコーンモードからデストロイモードへの「変身」も再現され、アームド・アーマーBSとアームド・アーマーVNが付属。アームド・アーマーVNはクロー形態への変形も再現される。2013年11月発売。
#1012 RX-0 UNICORN GUNDAM[Awakening Ver.]
上記#1006のバリエーションで、サイコフレームには特殊なIRIS(光彩)メッキを多用している以外は同一の仕様である。2014年11月発売。
#1013 BANSHEE NORN[Awaking Ver.]
上記#1011のバリエーションで、サイコフレームには特殊なIRIS(光彩)メッキを多用していて、本体の一部と両腕前腕に付いている武装がそれぞれ変わっている以外は同一の仕様である。2015年3月発売。
#1009 RX-78-02 GUNDAM THE ORIGIN [Re：PACKAGE]
上記#1009のRe:パッケージ版。小冊子は付属しない。2015年4月発売。
#1014 RX-0 UNICORN GUNDAM 03 PHENEX
フェネクスを立体化したアイテムで、ユニコーンガンダムとバンシィ同様、ユニコーンモードからデストロイモードへの「変身」も再現され、サイコフレームには特殊なIRIS(光彩)を一部使用している。2016年4月発売。
#1015 RX-0 UNICORN GUNDAM[FINAL BATTLE Ver.]
上記#1006のバリエーションで、新たに手刀の手首パーツとシールドファンネル用のジョイントパーツが付属。サイコフレームには特殊なIRIS(光彩)メッキを多用している以外は同一の仕様である。2016年9月発売。
#1016 XXXG-00W0 WING GUNDAM ZERO[EW Ver.]
ウイングガンダムゼロ（EW版）を立体化したアイテムで、魂ウェブ商店にて限定販売。シールドとメッサーツバークが付属し、メタルコンポジットオリジナルギミックのネオバード形態への変形も可能（大気圏内と大気圏外の2タイプ）。また、G.F.F.M.C独自の解釈でZEROモードへの展開も可能。2018年2月発送（1次受注）、2018年3月発送（2次受注）、2018年5月発送（3次受注）。
#1017 RX-78-02 GUNDAM THE ORIGIN [GUNDAM 40ANNIVERSARY VER.]
上記#1009のバリエーションで、カラーリングが若干異なっている事と、両肩アーマーにマーキングが施されている以外は同一の仕様ではある。2019年7月発売。
#1018 MS-06S SHAR'S ZAKU II
シャア専用ザクIIを立体化したアイテムで、オリジナルギミックとしては、MS用バズーカをランドセルに取り付けられるマウントアームが付属する。メタルコンポジットシリーズとしては、ガンダムタイプ以外では初の商品となる。2019年8月発売。
#1019 MRX-009 PSYCHO GUNDAM(GLOSS COLOR Ver.)
上記#1002のサイコガンダムのカラーバリエーションとして、魂ウェブ商店にて限定販売。カラーリングと新規デザインのマーキングは2号機をイメージとした以外は同一の仕様である。2019年9月発送。
#1020 MS-06C ZAKU II TYPE C
上記#1018のバリエーションで、ザクII (THE ORIGIN版量産型ザクII)を立体化したアイテムで、左胸の肩部バルカン砲が取り払い、頭部のブレードアンテナ付きと無しの2種類が、アニメ未登場だったMS用バズーカB1&B2型が、水転写式のデカール等がそれぞれ付属する。2020年4月発売。
#1021 XXXG-00YSW WING GUNDAM SNOW WHTIE PRELUDE
上記#1016のバリエーションとして、魂ウェブ商店にて限定販売。セラフィムユニットにより、モードロンド（防御形態）とモードアンセム（攻撃形態）に展開し、ネオバード形態への変形も可能。2020年6月発送（1次受注）、2020年7月発送（2次受注）。2024年5月魂ウェブ15周年記念として魂ウェブにて抽選販売された。
#1022 RX-78-01[N] GUNDAM LOCAL TYPE ROLLOUT COLOR
上記#1009のバリエーションで、局地型ガンダムを立体化したアイテムで、魂ウェブ商店にて限定販売。パーツの交換により、局地型ガンダム、ガンダム試作機1号に換装出来る。2020年8月発送。
#1023 MS-05S SHAR'S ZAKU I
ザクI(シャア専用機)を立体化したアイテム。給弾ベルト式MS用マシンガンや、2種類のヒート・ホーク等がそれぞれ付属する。2021年1月発売。
#1024 MS-06R-1A ZAKU II HIGH MOBILITY TYPE
黒い三連星専用高機動型ザクIIR-1A型を立体化したアイテム。パーツの交換によりガイア機、マッシュ機、オルテガ機に換装出来る。2021年8月発売。
#1025 XXXG-01W WING GUNDAM[EW]Early Color Ver.
ウイングガンダム（EW版）を立体化したアイテムで、魂ウェブ商店にて限定販売。カラーリングは劇場作品『新機動戦記ガンダムW Endless Waltz 特別篇』公開時に、劇場用パンフレットに描かれていたイラストのカラーを元にしている。バード形態への変形も可能。2022年4月発送。
#1026 RX-78-02 GUNDAM【ククルス・ドアンの島】
上記#1009のバリエーションで、今回は『機動戦士ガンダム ククルス・ドアンの島』仕様を立体化したアイテムで、魂ウェブ商店にて限定販売。パーツの交換により初期型、中期型に換装出来る。2022年11月発送。
#1027 MS-06F DOAN'S ZAKU II【ククルス・ドアンの島】
上記#1020のバリエーションで、上記の#1026と同様に『機動戦士ガンダム ククルス・ドアンの島』仕様を立体化したアイテムで、魂ウェブ商店にて限定販売。上記#1020とは異なり、各部装甲の剥がれや欠けを再現し、作中ではヒート・ホークしか使わなかったが、MS用マシンガンと4種のMS用バズーカが付属する。2022年12月発送。
#1028 XXXG-00W0 WING GUNDAM ZERO(EW)[Noble Color Ver.]
上記#1016のバリエーションで、魂ウェブ商店にて限定販売。艶消し塗装のカラーリングに変更している以外は同一の仕様である。2023年2月発送（1次受注）、2023年4月発送（2次受注）。
#1029 RGM-79 GM(SLEGGAR)【ククルス・ドアンの島】
ジム(スレッガー搭乗機)を立体化したアイテムで、上記の#1026と#1027と同様に『機動戦士ガンダム ククルス・ドアンの島』仕様を立体化したアイテムで、魂ウェブ商店にて限定販売。作中で使われたビーム・ライフルやビーム・スプレーガンに加え、ミサイルポッド、腰部ミサイル、シールド等が付属する他、ボーナスパーツとして、#1026用の破損シールドと、#1027用のヒート・ホーク＆岩がそれぞれ付属する。2023年6月発送。
#1030 XXXG-01D2 GUNDAM DEATHSCYTHE HEEL(EW)
ガンダムデスサイズヘル（EW版）を立体化したアイテムで、魂ウェブ商店にて限定販売。アードラー装備、バスターシールドヘル、バスタースティンガーが付属し、メタルコンポジットオリジナルギミックのレイヴン形態とレイヴンクロー形態への変形も可能。また、G.F.F.M.C独自の解釈でグリムリーパーモードへの展開も可能。2023年7月発送（1次受注）、2023年8月発送（2次受注）。
#1031 MS-07B GOUF
グフを立体化したアイテムで、魂ウェブ商店にて限定販売。デザインはTVアニメ版に準じつつも、MSV的マーキングを施している。ヒート・ロッドはロングタイプとショートタイプの2種類が付属して、ヒート・サーベル2種類とシールドとフィンガーバルカンによる左手首の持ち手と、通常のマニピュレーターによる左手首と、グフ・カスタムの装備のガトリングシールドや3連想ガトリング砲やヒート・サーベルも付属する。2024年5月発送。
#1032 XXXG-01D GUNDAM DEATHSCYTHE(EW)/GUNDAM DEATHSCYTHE(EW) ROUSSETTE UNIT
ガンダムデスサイズ（EW）を立体化したアイテムで、魂ウェブ商店にて限定販売。アンテナが2タイプ付属し初期イラストのアーリータイプ版の4本ツノと後の設定イラストの2本ツノのどちらも再現できるようになっている。ルーセット装備が付属し、メタルコンポジットオリジナルギミックのレイヴン形態への変形も可能。上記#1030のアクティブクロークをルーセット装備に装着可能。2025年7月発送。
RX78FRGMT GUNDAM
藤原ヒロシ主宰のデザインプロジェクト「fragment」とのコラボ商品。藤原ヒロシがデザインを担当する。2025年7月魂ウェブ商店にて抽選販売。
PHANTACI RX-78-2 GUNDAM ver.J
アパレルブランドPHANTACIとのコラボ商品。周杰倫がクリエイティブコンセプトを担当し、RICがデザインを担当する。2025年9月魂ウェブ商店にて抽選販売予定。
WING GUNDAM ZERO REBELLION
スーパーロボット大戦DD内のクロスオーバー「クロッシング・パイロットR第2弾」における新機動戦記ガンダムW Endless Waltzとコードギアス 反逆のルルーシュのコラボ機体であるウイングガンダムゼロリベリオンの立体化商品。2025年12月発送予定。
#1033 MS-06R-1A SHAR'S ZAKU II HIGH MOBILITY TYPE
シャア専用高機動型ザクIIを立体化したアイテムで、上記の#1026、#1027、#1029と同様に『機動戦士ガンダム ククルス・ドアンの島』仕様を立体化したアイテムで、魂ウェブ商店にて限定販売。作中で使用したマシンガンの他、対艦ライフル、バズーカ、2種類のヒート・ホーク等が付属。2026年1月発送予定。

### GUNDAM FIX FIGURATION NEXT GENERATIONの商品一覧
#0041 MSZ-008 ZII
ΖII（ゼッツー）を立体化したアイテム。ウェイブライダー形態に変形する。#0030とは異なる新規造形であり、カラーリングもスプリッター迷彩を施した新設定となっている。細部のマーキング用のドライデカールが付属。2009年3月発売。
#0042 GAT-X105+AGM/E-X01 AILE STRIKE GUNDAM
エールストライクガンダムを立体化したアイテム。エールストライカーの着脱により、ノーマルのストライクガンダムに換装可能。2009年6月発売。
#0*** MBF-02 STRIKE ROUGE & SWORD/LAUNCHER STRIKER
魂ウェブ商店において販売された限定モデル。上記#0042のカラーバリエーションであるストライクルージュに、新規造形のソードストライカーとランチャーストライカーが付属する。ストライカーパックの取り付け構造は#0042と互換性があり、いずれも3種のストライカーパックから選択して装着が可能。ソードストライカーとランチャーストライカーは同時に装着できる仕様となっている。2009年12月発送。
#0043 RGZ-95 ReZEL [Re-fine Zeta-gundam Escort Leader]　RGZ-95 リゼル
リゼル（リディ・マーセナス機）を立体化したアイテム。ウェイブライダー形態に変形する。モデルのカラーリング自体は量産機に準じている（マーキングはR008）が、隊長機（RGZ-95C）仕様のメガ・ビームランチャーとVG翼搭載型バックパックも付属し換装できる。2010年2月発売。
#0044 RX-0 FULL ARMOR UNICORN GUNDAM　RX-0 フルアーマーユニコーンガンダム
フルアーマーユニコーンガンダムを立体化したアイテム。装備の着脱により通常の仕様（デストロイモード）も再現できるが、サイコフレームはフルアーマー形態に準ずる緑色である。2010年8月発売。

### その他
純プラチナ製 機動戦士ガンダム〔GUNDAM FIX PLATINUM〕
バンダイ、カトキハジメとGINZA TANAKAで共同開発された1/144サイズの特注モデル。全身純プラチナ製で頭部カメラ部分にダイヤモンドを使っており、参考価格約3,000万円（展示向けであり販売されていない）。2007年4月公開。

## 原型師
小松原博之
- #0001 フルアーマーガンダム
  - #0002 パーフェクトガンダム

- #0004 Gアーマー　※ガンダム素体
  - #0007 G-3-Gアーマー　※ガンダム素体
  - #0015 ヘビーガンダム（RX-78-1 プロトタイプガンダム）　※素体ベース

- #0008 GP02A サイサリス

高橋信仁
- #0003 GP01 ゼフィランサス
- #0013 PLAN303E ディープストライカー
  - #0011 Ex-Sガンダム
  - #0014 Ex-Sガンダム（タスクフォース・アルファ）

- #0034 GP03Sステイメン&ウェポンシステム
- #0036 フルアーマーガンダム [フレームモデル]
  - #0037 パーフェクトガンダム [フレームモデル]
  - #0000 フルアーマーガンダム［ブルーVer.］ [フレームモデル]

佐藤直樹
- #0004 Gアーマー（Gファイター）
  - #0007 G-3-Gアーマー（Gファイター）

- #0009 νガンダム+HWS（ヘビーウェポンシステム）
- #0017a ゼータプラス［ブルー］　※素体
  - #0017b ゼータプラス［レッド］　※素体

- #0023 百式［百式改─量産型&フルアーマー］
  - Ζガンダム・ガンダムMk-II・百式［マグネットコーティング仕様］　※百式

高梨令
- #0005 ファッツ
  - #0022 ΖΖガンダム［フルアーマーΖΖガンダム］

- #0012 ガンダムMk-II［ティターンズ］（RMS-154 バーザム改）
- #0019 スーパーガンダム&フルアーマーガンダムMk-II
  - Ζガンダム・ガンダムMk-II・百式［マグネットコーティング仕様］　※ガンダムMk-II

- #0024 Ζガンダム
  - Ζガンダム・ガンダムMk-II・百式［マグネットコーティング仕様］　※Ζガンダム

- #0030 ΖII ゼッツー
- #0038 ガンダムMk-III［フルアーマーガンダムMk-III］

吉山治樹
- #0006 ウイングガンダム（アーリータイプ）
- #0015 ヘビーガンダム（RX-78-1 プロトタイプガンダム）　※素体新規造形部
- #0016a クロスボーンガンダムX-1　※素体
  - #0016b クロスボーンガンダムX-2　※素体
  - #0031 クロスボーンガンダムX-3［クロスボーンガンダムX-1改・改］　※素体

鵜殿一佳
- #0010 GP04G ガーベラ（AMX-04A1 ガーベラ・テトラ改）
- #0016a クロスボーンガンダムX-1　※武装
  - #0016b クロスボーンガンダムX-2　※武装

- #0025 Ξ（クスィー）ガンダム
- #0031 クロスボーンガンダムX-3［クロスボーンガンダムX-1改・改］　※武装

石澤タカユキ
- #0015 ヘビーガンダム（RX-78-1 プロトタイプガンダム）　※武装
- #0017a ゼータプラス［ブルー］　※C1[Bst]専用パーツ
  - #0017b ゼータプラス［レッド］　※C1[Bst]専用パーツ

- #0018 NT-1 アレックス［ガンダム4号機］
- #0020 マドロック［ガンダム5号機］
- #0026 RX-78 ガンダム［RGM-79 ジム］"Ver.Ka"
- #0027 ガンダムブルーディスティニー
- #0032 ジム・スナイパーカスタム［RX-78 ガンダム（リアルタイプカラー）］
- #0035 真武者頑駄無［武者頑駄無］
- #0039 RX-78NT-1 アレックス［フレームモデル］
- #0040 レッドウォーリア［フレームモデル］

みすまる☆ましい
- #0016a クロスボーンガンダムX-1　※マント
  - #0016b クロスボーンガンダムX-2　※マント

- #0029 ゴッドガンダム&ノーベルガンダム

赤羽一宏
- #0021a ガンダムF90［ガンダムF91 ハリソン大尉専用機］
  - #0021b ガンダムF91［ガンダムF90・2号機］

宮下憲一
- #0028 ガンキャノン［ガンキャノン量産型］

Moriwaki Shuji[MIC], Musashino Koubou
- #0033 ガンダムX［ガンダムXディバイダー&GXビット］
- #0036 フルアーマーガンダム [フレームモデル]
  - #0037 パーフェクトガンダム [フレームモデル]
  - #0000 フルアーマーガンダム［ブルーVer.］ [フレームモデル]

## 派生商品

### COMPOSITE Ver.Ka
『COMPOSITE Ver.Ka』（コンポジット バージョンKa）はG.F.F.のノウハウを用いたカトキハジメプロデュースによる派生シリーズ。
ランスロット・アルビオン
2010年6月発売。『コードギアス 反逆のルルーシュR2』より。
グレンラガン
2010年7月発売。『天元突破グレンラガン』より。
テムジン
2010年10月発売。『電脳戦機バーチャロン』より。
全領域汎用人型決戦外骨格 SOS-01 ハルヒロボ（ハルヒ☆隊長☆専用機）
2011年2月発売。涼宮ハルヒの憂鬱アンソロジーコミック『涼宮ハルヒの絢爛』より。
エクスバイン
2011年4月発売。『スーパーロボット大戦OG -ジ・インスペクター-』より。
蜃気楼
2011年5月発売。『コードギアス 反逆のルルーシュR2』より。
サイバスター
2011年7月発売。『スーパーロボット大戦OG ジ・インスペクター』より。
全領域汎用人型決戦外骨格 SOS-01 ハルヒロボ　ORIGINAL COLOR EDITION
2011年11月25日 - 27日に行われた「魂ネイション2011」イベント限定アイテム。『涼宮ハルヒの憂鬱』より。ハルヒの衣装、外骨格共にメタリック調に塗装され、長門ロボのハンドマニピュレータが追加されている。
全領域汎用人型決戦外骨格　SOS-01N 長門ロボ　(長門有希専用機)
魂ウェブ商店限定。2011年9月発送。『涼宮ハルヒの憂鬱』より。コミックでデザインされたハルヒロボと違い、みくるロボと一緒に新規にデザインされたもの。
VR-014/HD フェイ・イェンHD（ハート・オブ・ディーヴァ）
2011年11月発売。『初音ミク』と『電脳戦機バーチャロン』のコラボレーション。月刊ニュータイプ集中連載「バーチャロン」特集でのカトキイラストがモチーフ。
全領域汎用人型決戦外骨格　SOS-01I キョンの妹ロボ　(キョンの妹専用機)
魂ウェブ商店限定。2012年7月25日発送。『涼宮ハルヒの憂鬱』より。長門ロボ同様、新規にデザインされたもの。